# Kaikeri, Virajpet
Kaikeri là một làng thuộc tehsil Virajpet, huyện Kodagu, bang Karnataka, Ấn Độ.